# Aixam City
La Aixam City est une voiture sans permis produite par le constructeur français Aixam. Ce véhicule est catégorisé quadricycle léger (L6e) selon la législation européenne. En France, il peut-être conduit dès 14 ans sous condition d'obtention du Permis AM, (anciennement BSR, Brevet de sécurité routière).
La Aixam City existe également en version électrique. Sa carosserie, en 2025, se décline en plusieurs tailles, City, Coupé, Crossline et Crossover.

## Versions

### e-City / e-Coupé

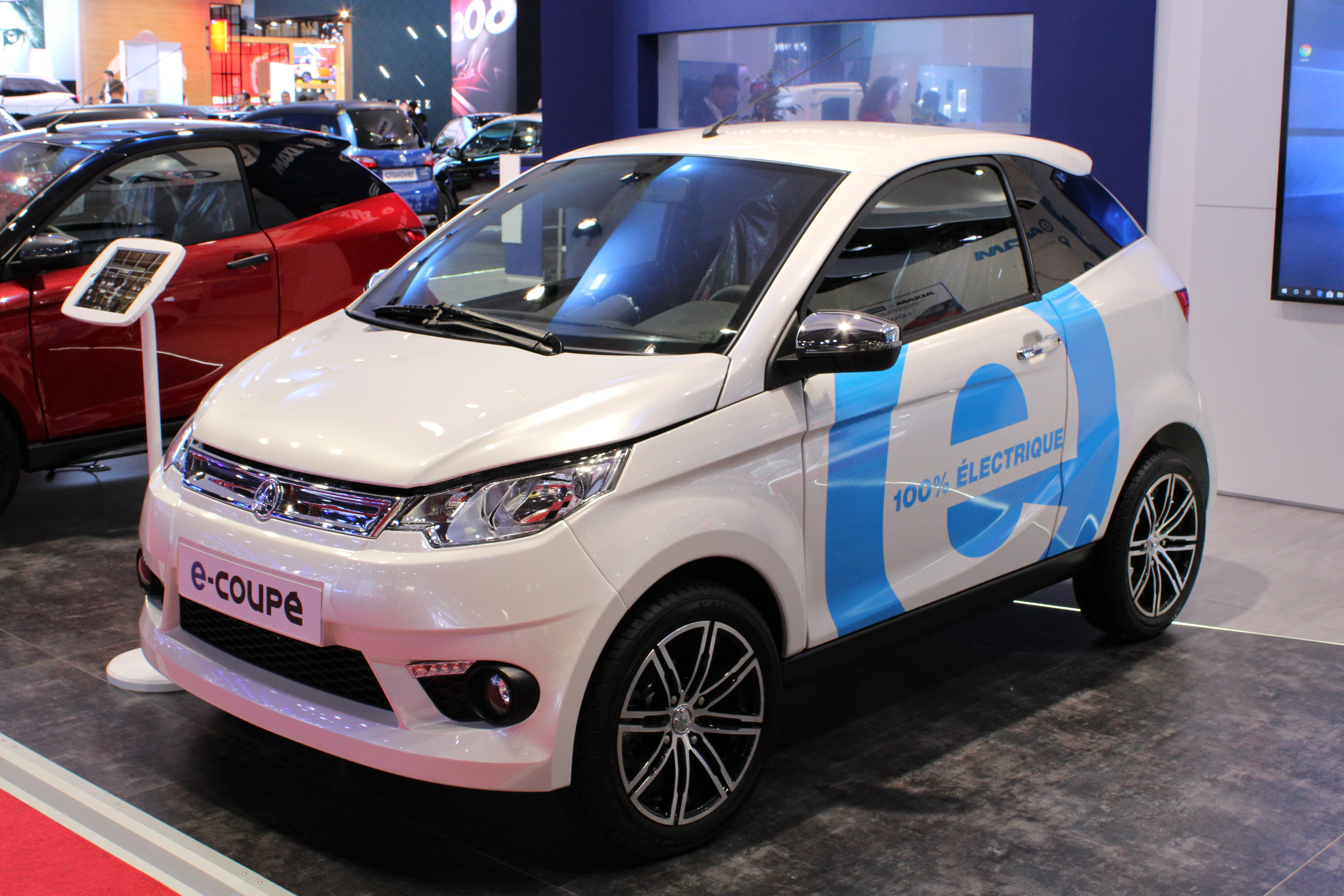
Aixam e-Coupé à Mondial de l'automobile de Paris 2018

La e-City est la version électrique de la City, avec une autonomie revendiquée de 75 km, et a été développée en collaboration avec NICE.

### Crossline / Crossover

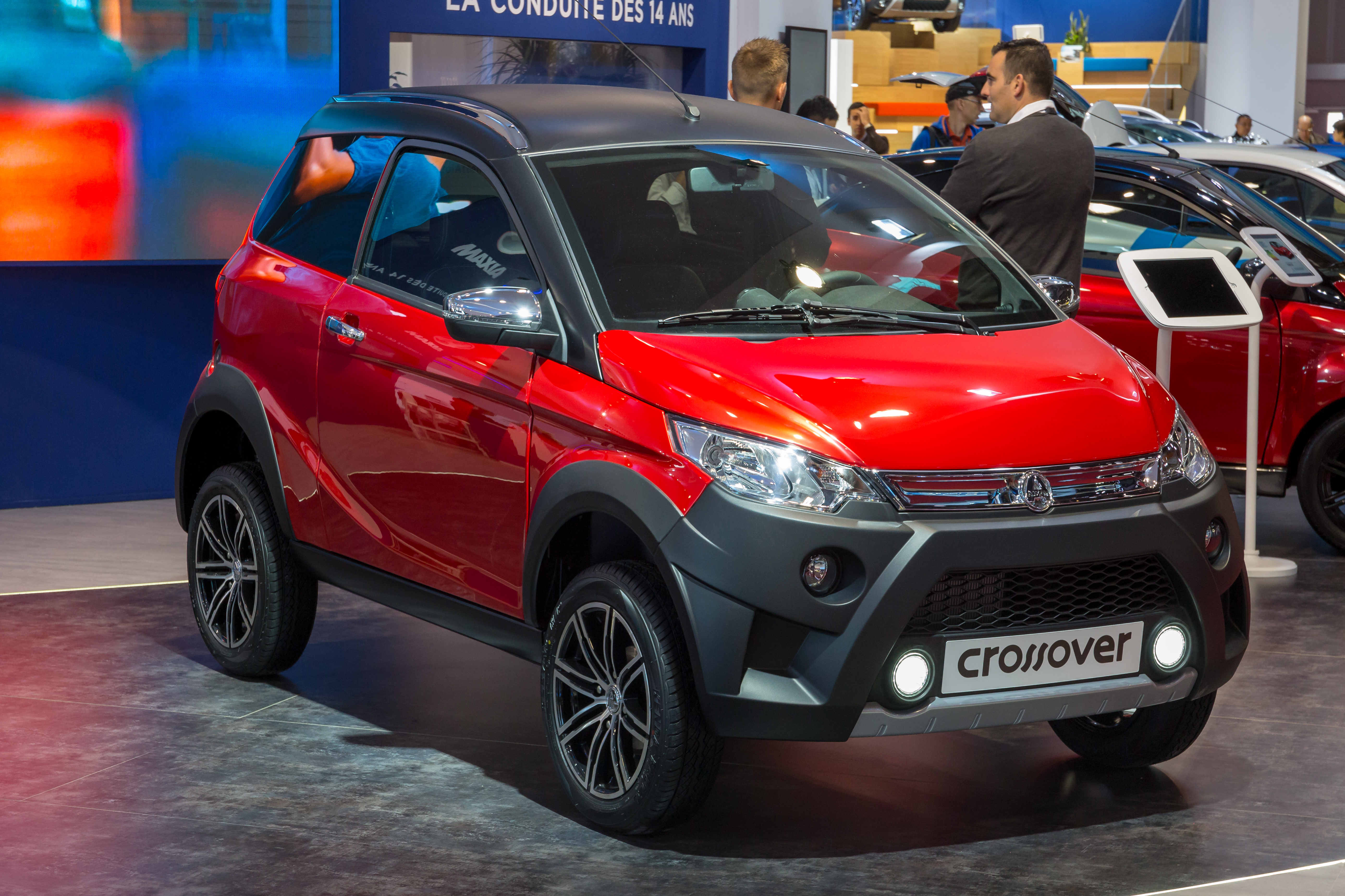
Aixam Crossover à Mondial de l'automobile de Paris 2018

Le Crossline et le Crossover sont des versions inspirées du crossover de la City.

## Mega e-Scouty
Le Mega e-Scouty est un quadricycle électrique qui sera lancé début 2023. Techniquement, il est très similaire à l'Aixam e-City, avec le même moteur de 6 kW à l'avant et une autonomie d'environ 75 km.[réf. nécessaire]